# Fiskalösen, Hälsingland
Fiskalösen är en sjö i Ovanåkers kommun i Hälsingland och ingår i Ljusnans huvudavrinningsområde.